# 964
Cette page concerne l'année 964  du calendrier julien. Pour l'année 964 av. J.-C., voir 964 av. J.-C.
L'année 964 est une année bissextile qui commence un vendredi.

## Événements
- 3 janvier : révolte populaire à Rome contre le pape Léon VIII, fomentée par Jean XII. Elle est durement réprimée par Otton Ier[1]. Le préfet de Rome et les chefs de quartiers sont pendus.
- Printemps : l'empereur byzantin Nicéphore II Phocas dirige une expédition en Cilicie à partir de Césarée de Cappadoce. Il passe les Portes Ciliciennes, prend Anazarb, Adana et plus de 20 châteaux jusqu’à Issus à la frontière de la Syrie[2].
- 14 mai : le pape Jean XII, déposé en 963, reprend Rome mais est assassiné alors qu’Otton Ier se préparait à intervenir. Les Romains élisent l'antipape Benoît V le Grammairien (fin en 965)[1].
- 23 juin : Otton dépose l’antipape Benoît V le Grammairien, élu par les Romains, et l’exile à Hambourg[3].
- 24 octobre : échec d'une expédition byzantine pour porter secours aux défenseurs de Rametta, dernière ville sicilienne restée à l’Empire, assiégée par les Sarrasins d'Afrique. Le patrice Manuel Phocas est tué avec dix mille de ses hommes mais la ville résiste jusqu'en novembre 965[4].

- Début du règne personnel de Sviatoslav Ier Igorievitch, prince de Kiev, le premier prince de la dynastie riourikide à porter un nom slave (fin en 972)[5].
- Les Byzantins reprennent l'île de Chypre (964-965)[6].
- Novelle de Nicéphore II Phocas interdisant la fondation de nouveaux monastères[2].